# فتح‌آباد (بام و صفی‌آباد)
فتح‌آباد، روستایی در دهستان بام بخش بام شهرستان بام و صفی‌آباد در استان خراسان شمالی ایران است.

## جمعیت
بر پایه سرشماری عمومی نفوس و مسکن در سال ۱۳۹۵، جمعیت این روستا برابر با ۱۵۱ نفر (۵۴ خانوار) بوده‌است.

## نگارخانه

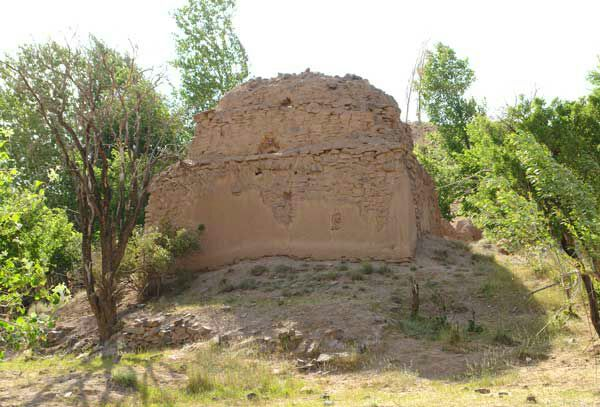
امامزاده باباگلی

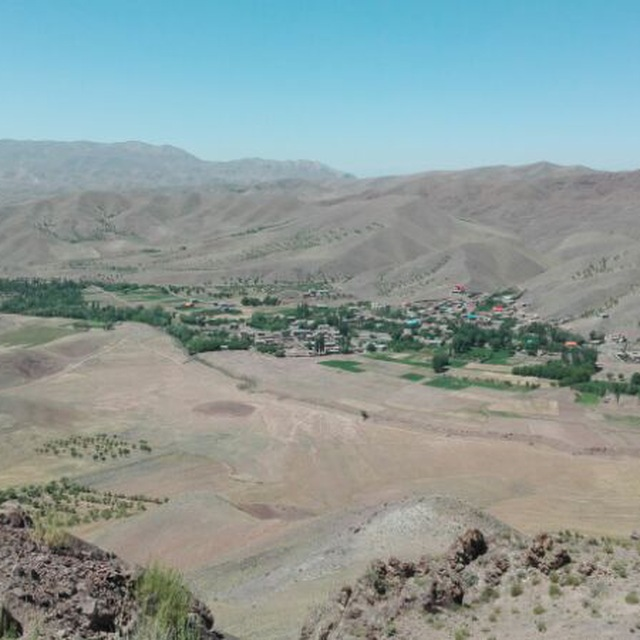
چشم انداز فتح‌آباد